# Thin Client

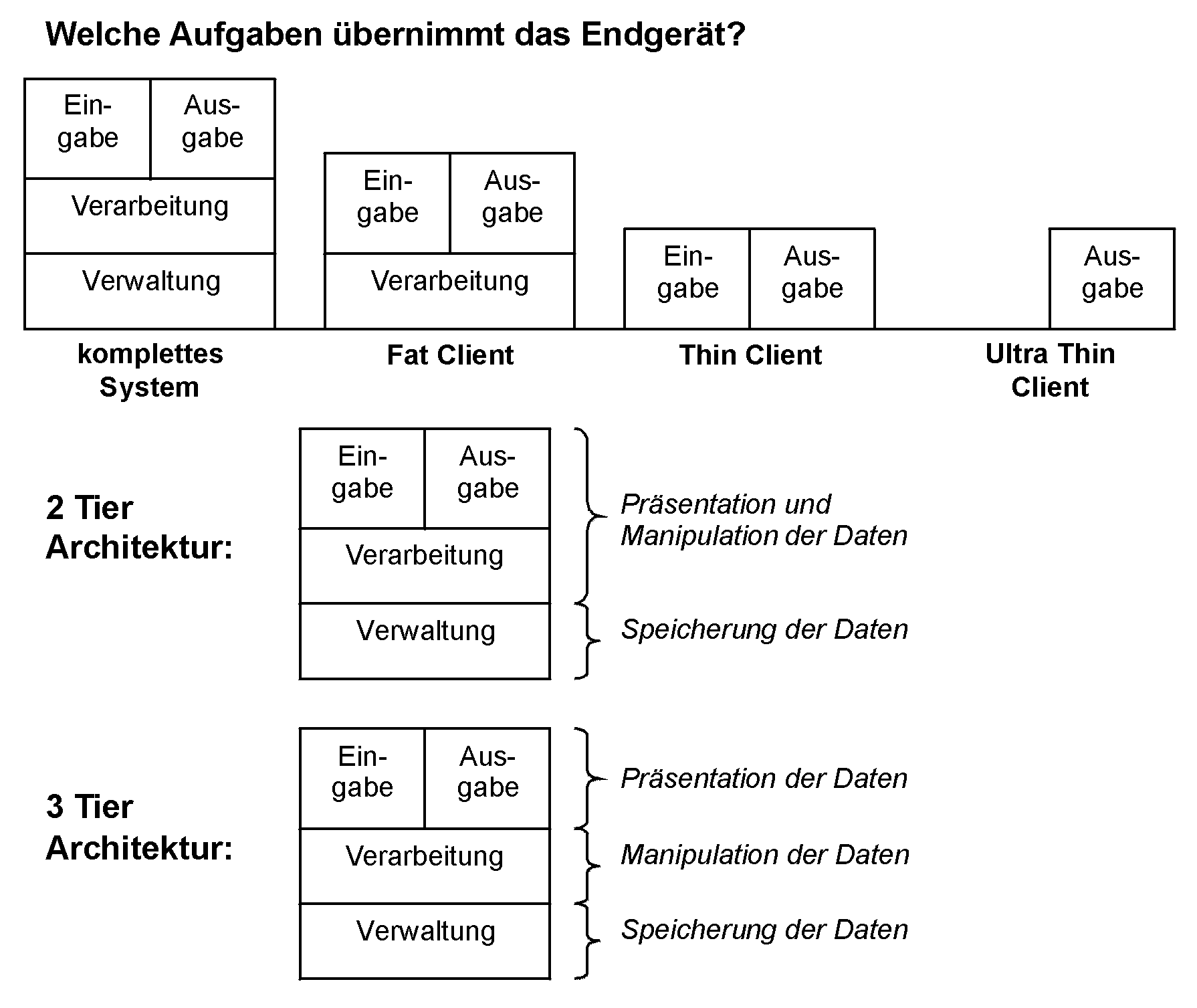
Schichtenarchitektur von Client-Servern

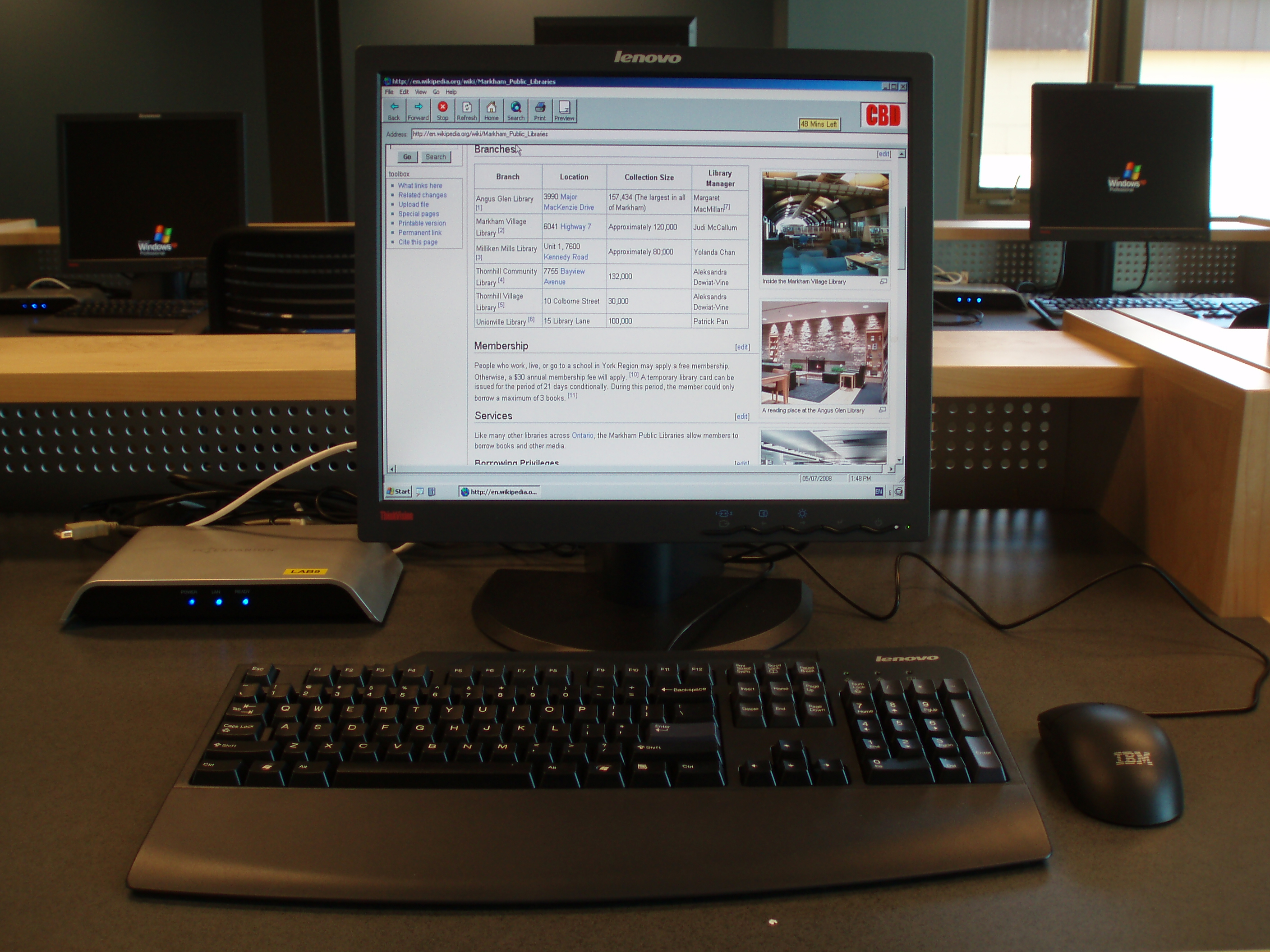
Ein Computerterminal in einer öffentlichen Bücherei

Als Thin Client, lean client oder slim client (englisch dünner, schlanker bzw. magerer Client) wird meist ein Computer bezeichnet, welcher über ein Netzwerk mit einem Server verbunden ist und dessen Ressourcen nutzt.

## Beschreibung
Die Idee des Thin Client kommt aus dem Bereich der Terminals aus den Zeiten der Großrechner, dort wurde auf „dumme“ Terminals gesetzt. Diese Terminals waren direkt mit dem System verbunden. Thin Clients sind intelligenter und setzen eine kabelgebundene oder drahtlose Netzwerkverbindung voraus, um sich mit dem Server verbinden können. Auf dem Server muss eine Terminalsoftware laufen, z. B. Terminalserver von Microsoft, xendesktop von citrix oder Virtual Desktop Infrastructure. Das Betriebssystem eines Thin Client wird auf das Notwendigste reduziert, da die Hardware nur Ausgaben darstellt und Eingaben weitergibt. Das Betriebssystem und die Hardware erlauben die Nutzung von angeschlossener Peripherie, z. B. Drucker, oder die Wiedergabe von Audio- bzw. Videodaten.
In speziellen Bereichen der Industrie werden Thin Clients als „Terminalverlängerung“ bzw. Industrial Monitors eingesetzt, um dadurch Gefahren im Bereich IECEx zu reduzieren.
Herstellerabhängige Bezeichnungen sind beispielsweise Cloud Client, Zero Client, Universal Desktop oder Clever Client.

## Abgrenzung
Im Gegensatz zum Fat Client (englisch für fetter Client), auch Full Client (vollwertiger Client), der von seiner Hard- und Software so gebaut ist, dass er rechen- und ressourcenintensive Aufgaben verarbeiten kann, ist ein Thin Client auf das Nötigste reduziert, da er selber keine Berechnungen (o. ä.) ausführen muss, sondern nur die Schnittstelle zur Kommunikation mit einem Server darstellt.

## Thin-Client-Betriebssysteme
Typische Thin-Client-Betriebssysteme basieren auf Linux, Windows CE, Windows Embedded Standard (Win32) oder Windows Embedded 7 und sind durch Schreibfilter vor Manipulationen durch Benutzer bzw. auch Viren und ähnliches geschützt. Die meisten Hersteller haben eine Managementplattform, die eine zentrale Bereitstellung der Systemkonfiguration ermöglicht, um zum Beispiel Gerätetreiber, Hintergrundbilder usw. zu konfigurieren und gegebenenfalls zu installieren.
Spezielle Geräte, die für den Betrieb von Thin-Client-Anwendungen vorgesehen sind, werden oftmals als Thin Client bezeichnet. Für diese Thin Clients gibt es keine eindeutige Definition. In der Regel werden darunter Desktop-Computer ohne eigene Massenspeicher (Festplatte, CD-Laufwerke) verstanden, die über eine zentrale Verwaltungssoftware konfiguriert und verwaltet werden können.

## Begriffsgeschichte
Der Begriff Thin Client stammt von Sun Microsystems. Der Sun Ray wurde Thin Client genannt. Auf dem Sun-Ray-Server wird das RDP-Protokoll von Microsoft umgesetzt, und die fertigen Bildschirminhalte werden zu den Sun-Ray-Geräten geschickt.
Hersteller wie Hewlett-Packard und Wyse haben Mikrocomputer hergestellt, die sie ebenfalls als Thin Clients bezeichnet haben. In diesem Fall wird das RDP-Protokoll von Microsoft auf den Geräten von einer grafischen Karte in Bildschirminhalte umgesetzt. Auf diesen Geräten läuft ein Betriebssystem und somit sind diese Geräte normale Computer, manchmal ohne Massenspeicher. Daraufhin hat Sun Microsystems die Sun-Ray-Geräte in Ultra Thin Clients umbenannt.

## Hersteller von Thin Clients

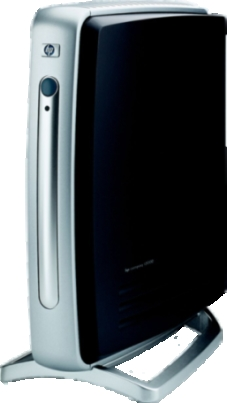
Hewlett-Packard Thin Client (Modell T5700)

Laut einer IDC-Studie aus dem Jahr 2006 wird der weltweite Markt für Thin-Client-Arbeitsplatzgeräte von den Firmen Wyse Technology (2012 übernommen von Dell) und Hewlett-Packard dominiert. Diese beiden Firmen erreichen einen Marktanteil von gut 70 %. Weitere Hersteller von Thin Clients sind Sun Microsystems, Igel Technology (Marktführer in Deutschland), ViewSonic, Chip PC, VXL Instruments, Hako Computing, Rangee, Devon IT, Athena oder Statodesk (ehemals LISCON), Fujitsu Technology Solutions, LuniLogic und andere.

## Vorteile
Der größte Vorteil von Thin Clients gegenüber Fat Clients ist der einfachere Betrieb. Auf den Thin Clients läuft nur die Software, die für den Zugriff auf zentral betriebene Anwendungen benötigt wird. Diese Basissoftware kann unabhängig von den Anwendungen, die tatsächlich genutzt werden, einheitlich betrieben werden. Ein Ansatz hierzu ist die Nutzung von Konfigurations-Images, die, nachdem sie erstellt wurden, an die zu konfigurierenden Thin Clients verteilt werden. Dies ermöglicht außerdem ein sehr einfaches Management durch zentrale oder dezentrale Steuerungssysteme. Darüber hinaus sind Thin Clients durch den Verzicht auf bewegliche Teile oft kostengünstiger. Hinzu kommt der stark reduzierte Verwaltungsaufwand, da eine nahezu unbegrenzte Anzahl von Thin Clients mittels einfacher Zuweisung von Konfigurationen verwaltet werden kann. Das schnelle Zu- und Abschalten von Anwendungen für den Endnutzer führt insbesondere bei weit entfernten Clients und langwierigen Installationen zu einem deutlichen Servicevorteil. In der Regel benötigen Thin-Client-Modelle mit etwa 10 bis 20 Watt deutlich weniger elektrische Leistung als Standard-Desktop-PCs, denn allein die Mehrkern-CPUs der PCs liegen ohne Peripherie bei 40 bis 120 Watt. Da weniger Abwärme als bei Standard-Desktop-PCs entsteht, werden Klimaanlagen in Bürogebäuden in der Regel weniger belastet, auch wenn der höhere Aufwand bzw. zusätzliche Verbrauch der entsprechenden Serveranlage zu berücksichtigen ist.
Die Nutzungsdauer eines Thin Clients beträgt durchschnittlich sieben Jahre, ein konventioneller Desktop wird drei bis vier Jahre genutzt.
Thin Clients ermöglichen einem Benutzer stets den gleichen Zugriff auf seine persönliche Benutzeroberfläche, Konfiguration, Verzeichnisse und installierte Programme, unabhängig davon, an welchem physischen Thin-Client-Arbeitsplatz er sich anmeldet. Somit muss keine feste Zuordnung von Arbeitsplätzen zu Benutzern erfolgen. Ein Benutzer kann ohne Einschränkungen jeden Tag an einem anderen Arbeitsplatz arbeiten.
Es können Rahmenverträge mit Herstellern von Thin Clients geschlossen werden, diese werden dann vorkonfiguriert, wodurch der Thin Client in einem funktionierenden Netzwerk beim Anwender nur noch angeschlossen werden muss.

## Nachteile
Grafiklastige Anwendungen ließen sich mit vielen Server/Client-Lösungen nicht sinnvoll ausführen, wenn das Netz die Datenmenge nicht schnell genug verarbeiten konnte oder wenn Anwendungen dedizierte Grafik-Hardware voraussetzten, die auf Thin Clients nicht immer vorhanden waren. Moderne Thin-Clients sind durchaus in der Lage grafiklastige Anwendungen auszuführen. Als Beispiel möge hier ein HP t730 Thin Client dienen, der über eine leistungsfähige CPU, einen leistungsfähigen Grafikprozessor und eine Solid State Disk verfügt.  Die meisten Anwendungen werden für Fat Clients programmiert. Oftmals ist der Betrieb von Anwendungen auf Servern durch Lizenzbestimmungen verboten und erfordert zusätzliche und meist kostspielige Genehmigungen des Softwareherstellers, die zudem nicht in jedem Fall gewährt werden. Thin Clients können ohne Netzwerkverbindung nicht genutzt werden. Für mobile Nutzer sind sie daher nur eingeschränkt nutzbar.
Aufgrund neuer Technologien auf der Serverseite und der zunehmenden besseren Virtualisierungtechnologie ist es jedoch absehbar, dass der Marktanteil von Thin Clients sich stetig steigern wird. Dies wird letztendlich auch durch steigenden Kostendruck und zunehmend komplexere Arbeitsumfelder in Unternehmen begünstigt. Somit ist der Thin Client in standardisierten Arbeitsumfeldern mit einer hohen Arbeitsplatzanzahl eine echte Alternative zum normalen PC.
Außerdem kann ein Thin Client in der Regel kaum Peripheriegeräte erkennen, lediglich Maus, Tastatur und Monitor werden reibungslos akzeptiert. In der Praxis wird neben dem Server auch ein Netzwerkdrucker benötigt.

## Zero Clients
Seit einiger Zeit wird von einigen Herstellern der Begriff Zero Client verwendet, diese Geräte sind aber zum größten Teil der Gruppe der Thin Clients zuzuordnen. Die Idee dabei ist primär, den potentiellen Käufern eine limitierte Funktion (z. B. nur ein möglicher Dienst wie Citrix XenDesktop, VMWare View oder IBM Virtual Desktop für Smart Business) mit einem einfachen, primitiven und mehr oder weniger sicheren Management (z. B. über DHCP-Optionen) anzubieten. Die Definition ist dabei je nach Hersteller flexibel. So kann man, auch trotz anders lautender Herstelleraussagen, in nahezu jedem Zero Client sowohl eine Firmware (Linux-basiert oder vollständig eigenes OS), RAM als auch eine CPU finden. Die Firmware wurde jedoch auf einen minimalen Funktionsumfang limitiert. Kurze Bootzeiten werden unter anderem über einen Wechsel in den Suspend Mode erzielt und erwecken so bei dem Nutzer den Eindruck, es handle sich um einen „Zero Client“ mit kurzen Startzeiten.
Anbieter
Beliebte Anbieter von Zero-Clients sind Wyse Technology (Xenith), IGEL Technology, ClearCube Technology, 10ZiG, Teradici, vCloudPoint, ASTER.